# 新潟県道223号石瀬吉田線
新潟県道223号石瀬吉田線（にいがたけんどう223ごう いしぜよしだせん）は新潟県新潟市（西蒲区）を起点に、同県西蒲原郡弥彦村を経由し同県燕市に至る一般県道である。

## 概要

### 路線データ
- 起点：新潟県新潟市西蒲区石瀬（新潟県道2号新潟寺泊線交点）
- 終点：新潟県燕市吉田新町（新潟県道29号吉田弥彦線・新潟県道374号五千石巻新潟線交点）

## 通過する自治体
- 新潟県
  - 新潟市（西蒲区） - 西蒲原郡弥彦村 - 燕市

## 接続する道路
- 新潟県道2号新潟寺泊線（起点：新潟市西蒲区石瀬）
- 新潟県道374号五千石巻新潟線（弥彦村大字平野 - 吉田跨線橋西詰交差点（終点）で重複）
- 新潟県道250号月潟吉田線（学校町交差点）
- 新潟県道144号吉田停車場線（燕市吉田上町）
- 新潟県道29号吉田弥彦線（終点：吉田跨線橋西詰交差点）

## 周辺
- JR越後線・弥彦線 吉田駅
- 財団法人 新潟県環境衛生研究所
  - 本所（燕市）
  - 先端技術センター（新潟市西蒲区）
- 社団法人新潟県労働衛生医学協会 岩室リハビリテーション病院
- 新潟県立吉田病院
- 燕・弥彦総合事務組合 消防本部・吉田消防署・防災センター
- 燕市役所 吉田庁舎（旧・吉田町役場）
- 燕市水道局
- 新潟県立吉田特別支援学校
- 新潟県立吉田高等学校
- 燕市立吉田小学校
- 燕市立吉田南小学校
- 第四北越銀行
  - 吉田中央支店
  - 吉田支店
- 大光銀行 吉田支店
- 三条信用金庫 吉田支店
- 新潟縣信用組合
  - 吉田支店
  - 吉田東支店
- 協栄信用組合 吉田支店
- JA越後中央 吉田支店
- 岩室郵便局
- 神田町郵便局
- 越後吉田郵便局
- 石瀬簡易郵便局
- 吉田中町簡易郵便局
- 富士通フロンテック 新潟工場
- きむら食品 本社・工場
- ひらせいホームセンター 吉田店
- TSUTAYA 吉田店
- 原信 吉田店
- クスリのコダマ 吉田南店
- 岩室温泉
- 西川（一級河川）